# Șura Mică
Șura Mică es una comuna ubicada en el distrito de Sibiu, Rumania.

## Superficie
Posee una superficie de 49,48 kilómetros cuadrados.

## Demografía
Hasta 2021 la población era de 3239 habitantes, con una densidad de población de 65,46 habitantes por kilómetro cuadrado.